# تشارلز مونيوث
تشارلز مونيوث (بالإنجليزية: Charles Muñoz)‏ (2 يوليو 1926، ذا برونكس في الولايات المتحدة - 22 فبراير 2018 في الولايات المتحدة)؛ شاعر وروائي أمريكي.